# PTTパタヤ・オープン
PTTパタヤ・オープン（英語: PTT Pattaya Open）は、1991年から1994年までは毎年4月第3週に、1995年から2003年までは毎年11月に、2004年の大会中断を挟み2005年からは毎年2月にタイ・パタヤで開催されている女子プロテニスツアーのWTAテニストーナメント大会である。サーフェスは屋外ハードコート。冠スポンサーは1991年から2005年大会までをボルボが、2006年大会をトヨタ自動車が、2007年大会をタイ国政府観光庁がそれぞれ務め、2009年以降はタイ石油公社が務めている。

## 大会歴代優勝者

### シングルス
| 年     | 優勝者                         | 準優勝者                       | 決勝結果            |
| ------ | ------------------------------ | ------------------------------ | ------------------- |
| 1991年 | ヤユク・バスキ                 | 沢松奈生子                     | 6–2, 6–2            |
| 1992年 | サビーネ・アペルマンス         | アンドレア・ストルナドワ       | 7–5, 3–6, 7–5       |
| 1993年 | ヤユク・バスキ                 | マリアン・ワーデル             | 6–3, 6–1            |
| 1994年 | サビーネ・アペルマンス         | パティ・フェンディック         | 6–7(5), 7–6(6), 6–2 |
| 1995年 | バルバラ・パウルス             | 易景茜                         | 6–4, 6–3            |
| 1996年 | ルクサンドラ・ドラゴミル       | タマリネ・タナスガーン         | 7-6(4), 6-4         |
| 1997年 | ヘンリエッタ・ナギョワ         | ドミニク・ファン・ルースト     | 7–5, 6–7(6), 7–5    |
| 1998年 | ジュリー・アラール＝デキュジス | 李芳                           | 6–1, 6–2            |
| 1999年 | マグダレナ・マレーバ           | アンネ・クレマー               | 4–6, 6–1, 6–2       |
| 2000年 | アンネ・クレマー               | タチアナ・パノワ               | 6–1, 6–4            |
| 2001年 | パティ・シュナイダー           | ヘンリエッタ・ナギョワ         | 6–0, 6–4            |
| 2002年 | アンジェリク・ウィジャヤ       | 趙倫貞                         | 6–2, 6–4            |
| 2003年 | ヘンリエッタ・ナギョワ         | ルボミラ・クルハイツォバ       | 6–4, 6–2            |
| 2004年 | 開催なし                       | 開催なし                       | 開催なし            |
| 2005年 | コンチタ・マルティネス         | アンナ＝レナ・グローネフェルト | 6–3, 3–6, 6–3       |
| 2006年 | シャハー・ピアー               | エレナ・コスタニッチ・トシッチ | 6–3, 6–1            |
| 2007年 | シビル・バンマー               | ヒセラ・ドゥルコ               | 7–5, 3–6, 7–5       |
| 2008年 | アグニエシュカ・ラドワンスカ   | ジル・クレイバス               | 6–2, 1–6, 7–6(4)    |
| 2009年 | ベラ・ズボナレワ               | サニア・ミルザ                 | 7–5, 6–1            |
| 2010年 | ベラ・ズボナレワ               | タマリネ・タナスガーン         | 6–4, 6–4            |
| 2011年 | ダニエラ・ハンチュコバ         | サラ・エラニ                   | 6–0, 6–2            |
| 2012年 | ダニエラ・ハンチュコバ         | マリア・キリレンコ             | 6–7(4), 6–3, 6–3    |
| 2013年 | マリア・キリレンコ             | ザビーネ・リシキ               | 5–7, 6–1, 7–6(1)    |
| 2014年 | エカテリーナ・マカロワ         | カロリナ・プリスコバ           | 6–3, 7–6(7)         |
| 2015年 | ダニエラ・ハンチュコバ         | アイラ・トムリャノビッチ       | 3–6, 6–3, 6–4       |

### ダブルス
| 年     | 優勝者                                            | 準優勝者                                              | 決勝結果            |
| 1991年 | 宮城ナナ スザンナ・ウィボオ                       | 平木理化 西谷明美                                     | 6–1, 6–4            |
| 1992年 | イサベル・デモンジョー ナタリア・メドベデワ       | パスカル・パラディス＝マンゴン サンドリーヌ・テスチュ | 6–1, 6–1            |
| 1993年 | キャミーマグレガー カトリーヌ・スイア             | パティ・フェンディック メレディス・マグラス           | 6–3, 7–6(3)         |
| 1994年 | パティ・フェンディック メレディス・マグラス       | ヤユク・バスキ 宮城ナナ                               | 7–6(0), 3–6, 6–3    |
| 1995年 | ジル・ヘザリントン クリスティン・ラドフォード     | クリスティン・ゴッドリッジ 宮城ナナ                   | 2–6, 6–4, 6–3       |
| 1996年 | 佐伯美穂 吉田友佳                                 | ティナ・クリザン 宮城ナナ                             | 6-2, 6-3            |
| 1997年 | クリスティン・クンシェ コリーナ・モラリュー       | フロレンシア・ラバト ドミニク・ファン・ルースト       | 6–3, 6–4            |
| 1998年 | ジュリー・アラール＝デキュジス エルス・カレンズ   | 平木理化 アレクサンドラ・オルシャ                     | 3–6, 6–2, 6–2       |
| 1999年 | アサ・カールソン エミリー・ロワ                   | エフゲニア・クリコフスカヤ パトリシア・ワーツシュ     | 6–1, 6–4            |
| 2000年 | ヤユク・バスキ カロリネ・ビス                     | ティナ・クリザン カタリナ・スレボトニク               | 6–3, 6–3            |
| 2001年 | アサ・カールソン イロダ・ツルヤガノワ             | リーゼル・フーバー ウィニー・プラクシャ               | 4–6, 6–3, 6–3       |
| 2002年 | ケリー・リーガン レナタ・ボラコバ                 | リナ・クラスノルツカヤ タチアナ・パノワ               | 7–5, 7–6(7)         |
| 2003年 | 李婷 孫甜甜                                       | ウィニー・プラクシャ アンジェリク・ウィジャヤ         | 6–4, 6–3            |
| 2004年 | 開催なし                                          | 開催なし                                              | 開催なし            |
| 2005年 | マリオン・バルトリ アンナ＝レナ・グローネフェルト | マルタ・ドマホフスカ シルビア・タラヤ                 | 6–3, 6–2            |
| 2006年 | 李婷 孫甜甜                                       | 晏紫 鄭潔                                             | 3–6, 6–1, 7–6(5)    |
| 2007年 | ニコル・プラット マラ・サンタンジェロ             | 詹詠然 荘佳容                                         | 6–4, 7–6(4)         |
| 2008年 | 詹詠然 荘佳容                                     | 謝淑薇 バニア・キング                                 | 6–4, 6–3            |
| 2009年 | ヤロスラワ・シュウェドワ タマリネ・タナスガーン   | ユリア・ベイゲルジマー ビタリア・ディアチェンコ       | 6–3, 6–2            |
| 2010年 | マリナ・エラコビッチ タマリネ・タナスガーン       | アンナ・チャクベタゼ クセーニャ・ペルバク             | 7-5, 6-1            |
| 2011年 | サラ・エラニ ロベルタ・ビンチ                     | 孫勝男 鄭潔                                           | 3–6, 6–3, [10–5]    |
| 2012年 | サニア・ミルザ アナスタシア・ロディオノワ         | 詹詠然 詹皓晴                                         | 3–6, 6–1, [10–8]    |
| 2013年 | クルム伊達公子 ケーシー・デラクア                 | アクグル・アマンムラドワ アレクサンドラ・パノワ       | 6–3, 6–2            |
| 2014年 | 彭帥 張帥                                         | アナスタシア・ロディオノワ アーラ・クドゥリャフツェワ | 3–6, 7–6(5), [10–6] |
| 2015年 | 詹詠然 詹皓晴                                     | 青山修子 タマリネ・タナスガーン                       | 2–6, 6–4, [10–3]    |